# Edith Leerkes

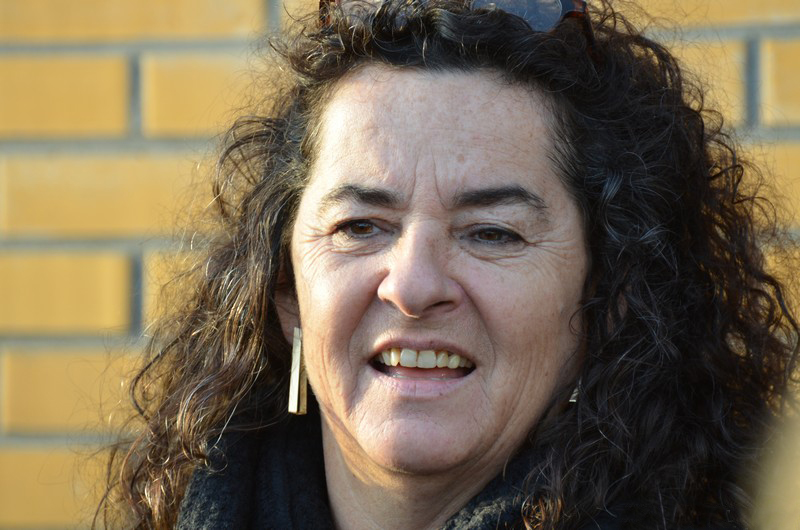
Edith Leerkes

Edith Leerkes (* 11. Juni 1959 in Enschede) ist eine niederländische Gitarristin.

## Leben
Sie begann mit elf Jahren, Gitarre zu spielen, und studierte später klassische Gitarre in den Niederlanden und Spanien. Seit 1981 spielte sie in verschiedenen Ensembles und von 1987 bis 1998 war sie Mitglied des Amsterdam Guitar Trios. Mit dem Trio trat sie zum Beispiel im Concertgebouw in Amsterdam, in der Carnegie Hall in New York, im Ambassador Auditorium in Los Angeles und in der Casals Hall in Tokio auf.
Ihre CD-Aufnahmen enthalten Musik von Johann Sebastian Bach, Johann Pachelbel, Domenico Scarlatti, Isaac Albéniz, Manuel de Falla, Georges Bizet und Sergei Sergejewitsch Prokofjew.
1992 hatte das Trio einen Gastauftritt bei einem Galakonzert von Herman van Veen. Leerkes verließ 1998 das Trio, um fortan mit van Veen zusammenzuarbeiten. Gemeinsam schrieben und produzierten sie die CD Du bist die Ruh und eine gleichnamige Fernsehsendung über Franz Schubert. Zu den weiteren Aufnahmen gehört das Kindermusical Colombine und der Stimmendieb, die „Audiobiografie“ van Veens Nu en dan und die Gypsy-Jazz-CD Deine Küsse sind süßer, aufgenommen mit dem Rosenberg Trio. 1999 spielte sie zusammen mit der Gitarristin Olga Franssen die CD A Certain Tenderness ein, auf der Lieder van Veens, bearbeitet für zwei Gitarren, zu hören sind.
Auf Reinhard Meys Album Flaschenpost aus dem Jahr 1998 spielt Edith Leerkes Gitarre im Lied Deine Zettel und in Meys Album Bunter Hund aus dem Jahr 2007 spielte sie Konzertgitarre in dem Lied Danke, liebe gute Fee.